# Toni Beck
Toni Beck (* 26. November 1924 in Mittergolding, heute Gemeindeteil von Tiefenbach (bei Landshut); † 9. Februar 2003 in Bad Aibling) war ein deutscher Landwirt und Politiker (CSU). 
Beck besuchte die Volksschule, machte danach die Lehre zum Landwirt und ging auf eine Berufsschule. Nach einem Praktikum war er im Kriegsdienst und wurde von den Amerikanern gefangen genommen. Nach seiner Entlassung besuchte er eine landwirtschaftliche Fachschule, wurde 1956 selbständiger Landwirt und Ausbilder und übernahm 1959 den Betrieb seiner Eltern in Mittergolding. Beim BBV wurde er zunächst 1952 Vorsitzender der Landjugend im Bezirksverband Niederbayern, dann 1956 Landesvorsitzender der Bayerischen Jungbauernschaft, 1957 stellvertretender Kreisobmann, von 1962 bis 1969 Vizepräsident und danach bis 1992 Präsident des Bezirksverbands Niederbayern und anschließend Ehrenpräsident. Er gehörte außerdem dem Präsidium an und war von 1977 bis 1992 Vizepräsident des BBV.
Beck wurde 1952 in den Kreistag des Landkreises Landshut gewählt. Nachdem er 1960 zunächst stellvertretender Landrat wurde, war er von 1964 bis 1972 Landrat des Landkreises Landshut. Beim Bayerischen Landkreisverband gehörte er dem Hauptausschuss und dem Vorstand an, beim Zweigverband Niederbayern war er (stellvertretender) Vorsitzender. Von 1966 bis 1994 gehörte er dem Bezirkstag von Niederbayern an. Von 1972 bis 1994 war er Mitglied des Bayerischen Senats.

## Ehrungen
- 1984: Bayerische Verfassungsmedaille in Silber[1]
- 1986: Großes Verdienstkreuz der Bundesrepublik Deutschland